# Buck Ram
Pour les articles homonymes, voir RAM.
 (décembre 2016).
Si vous disposez d'ouvrages ou d'articles de référence ou si vous connaissez des sites web de qualité traitant du thème abordé ici, merci de compléter l'article en donnant les références utiles à sa vérifiabilité et en les liant à la section « Notes et références ».
Buck Ram (né Samuel Ram à Chicago le 21 novembre 1907 et mort à Las Vegas le 1er janvier 1991), également connu sous les noms d'Ande Rand, Lynn Paul ou Jean Miles, est un imprésario, compositeur, parolier et arrangeur américain. Il est surtout connu pour sa longue collaboration avec le groupe The Platters. Il écrit, produit et arrange également pour The Penguins, The Coasters, The Drifters, Ike et Tina Turner, Ike Cole, Duke Ellington, Glenn Miller, Ella Fitzgerald, et beaucoup d'autres.